# 裛露軒琴譜
《裛露軒琴譜》，古琴谱，清代抄本，具体人和年代不详。

## 琴谱介绍
此谱是在《自远堂琴谱》还未刊行时收集的，现版本为琴谱的精抄本，它的特点是在每曲标题下，除了音调和段数之外，还注明了这一曲的来源，即从哪个谱，哪个人抄来的，抄者是何人或者何人作曲。